# Hilding Holmqvist
Johan Hilding Holmqvist, född 7 maj 1936 i Nybyn i Norrfjärdens församling, död 31 mars 2022, var en svensk entreprenör.
Genom sina satsningar på hotell, där han bland annat gjorde Pite havsbad till en av Nordens största anläggningar i sitt slag, har han kommit att kallas "Norrlands hotellkung".

## Biografi
Holmqvist föddes i Norrfjärden 1936. Efter sju år i folkskolan började Holmqvist arbeta och inledde sin karriär som springpojke och butiksbiträde hos olika färghandlare. Därifrån fortsatte han 1966 som hemförsäljare av dammsugare åt Electrolux. Med tiden avancerade han inom företaget och blev regionchef för Electrolux i Norrland. År 1968 flyttade Holmqvist till Umeå. Tio år senare vann han SM-guld i oldboysklass i cykling. I samband med att han investerade i Hotell Lappland i Lycksele bosatte han sig i Lycksele. Där blev han kvar under 11 år.  År 1980 bytte han bana genom uppförandet av "Electroluxhuset", ett bygge som finansierades av de samlade besparingarna på sin egen, hustruns samt barnens bankböcker.
Under det påföljande året investerade Holmqvist i sin första hotellverksamhet genom förvärvet av en Shellmack med intilliggande motell. Ytterligare ett år senare, 1982, förvärvade han hotell Nordkalotten utanför Luleå. Han lät därefter bygga Hotell Södra berget i Sundsvall, en anläggning som stod klar 1985.

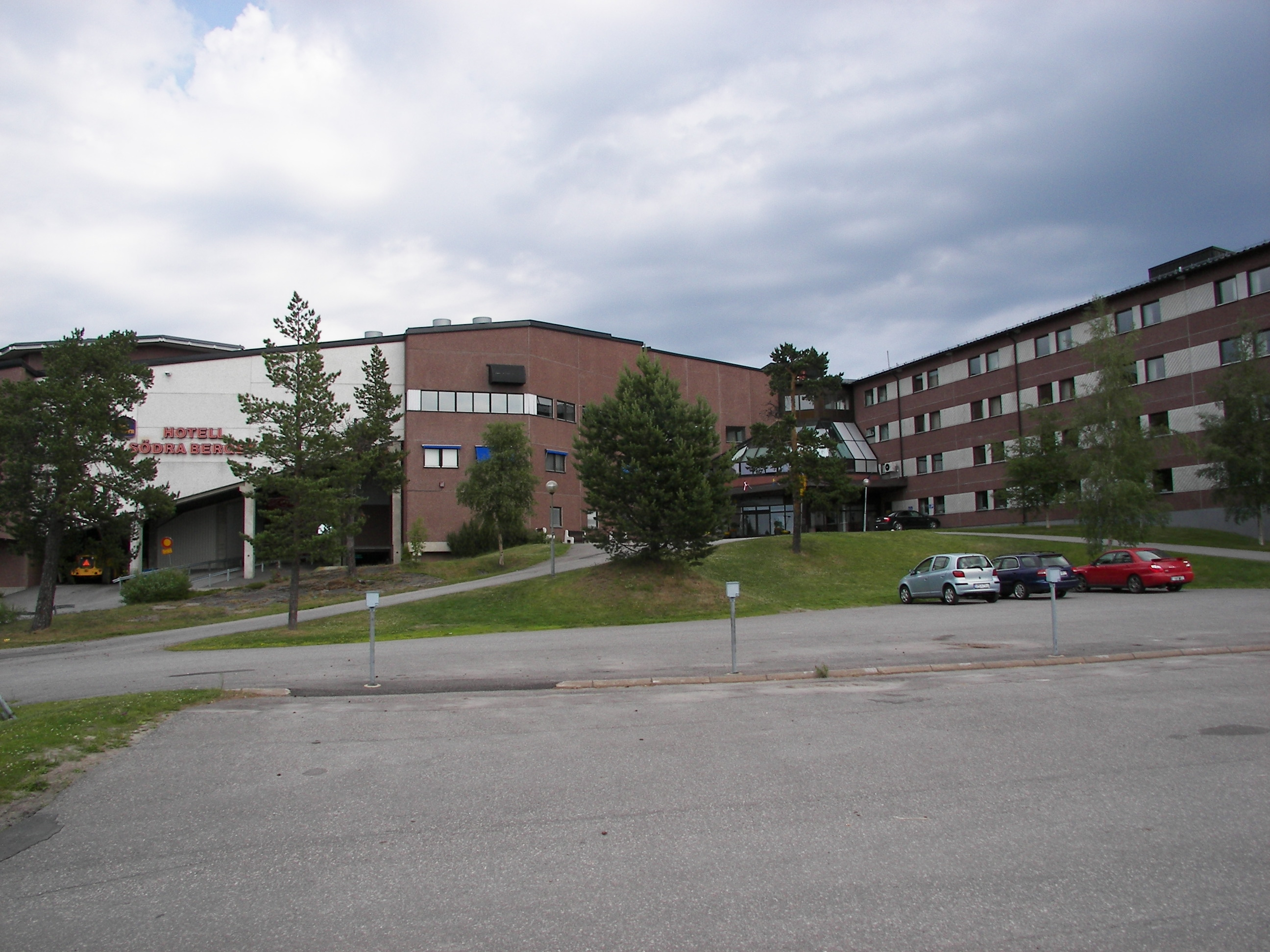
Hotell Södra berget i Sundsvall (2007).

År 1986 förvärvades även Hotell Lappland i Lycksele. Båda hotellen såldes vidare 1990 innan förvärvet av Pite Havsbad (1997) och Rest and Fly på Arlanda. Som mest ägde Holmqvist tio hotell.
Med tiden sålde Holmqvist hotellverksamheterna till förmån för investeringar i kommersiella fastigheter i centrala Umeå. Som exempel kan nämnas förvärvet av Njord 23 2010 (vid Renmarkstorget) av Castellum för 110 miljoner och Thor 3 och 4 i centrala Umeå, (känt som Åhlénshuset) 2015. På den förstnämnda, Njord 23, lät han 2018 uppföra en påbyggnad som rymde Comfort Hotel med 131 rum. År 2015 köpte han även Swedbankhuset tillsammans med Balticgruppens grundare Krister Olsson. Holmqvist hade dock valt att behålla delar av sina hotellverksamheter. År 2016 stod han som ägare för Bodensia i Boden, Arctic hotell och Clarion Sense i Luleå, Piteå stadshotell och Rest´n fly, Stockholm, Arlanda.
Holmqvist och hans barn och barnbarn investerade 2019 i Skellefteå stadshotell och Hotell Malmia i Skellefteå. Dessa två hade han ägt även tidigare. 
I slutet av 2021, några månader innan han avled, genomfördes Holmqvists sista affär. Detta genom att han, tillsammans med sin son Jörgen, förvärvade Handelsbankshuset.
Holmqvist hade två barn. Vid bouppteckningen framgick att han efterlämnade 1,2 miljarder kronor.

## Hotell
Över tid var Hilding Holmqvist ägare av följande hotell:
- Motell Björken, Umeå
- Hotell Södra berget, Sundsvall
- Hotell Lappland, Lycksele
- Hotell Nordkalotten, Luleå
- Hotell Clarion Sense, Luleå
- Hotell Piteå Havsbad
- Piteå stadshotell
- Rest and fly, Arlanda, Stockholm
- Hotell Bodensia, Boden
- Hotell Storforsen, Älvsbyn
- Arctic hotell, Luleå
- Stadshotellet i Skellefteå
- Malmia hotell, Skellefteå
- Hotell Lapona, Arvidsjaur